# Музей Фрагонара
48°48′46″ пн. ш. 2°25′22″ сх. д. / 48.812681° пн. ш. 2.4229° сх. д.
Музей Фрагонара (фр. Musée Fragonard) — анатомічний музей, створений при ветеринарній школі в Альфорі (Мезон-Альфор). Заснований 1766 року. Музей названо на честь його засновинка французького анатома Оноре Фрагонара.

## Експозиція
Експозиція музею Фрагонара орієнтується на концепт представлення експонатів станом на 1902 рік. Тобто окрім самих експонатів у відвідувачів є можливість побачити музейні підходи до експозиції кінця 19 — початку 20 століття. Подібна концепція представлення експозиції прийнята і в деяких інших паризьких музеях, зокрема в Музеї природознавства, розташованому в Саду рослин.
У музеї Фрагонара представлено 4200 об'єктів з анатомії та ветеринарії, виставлених для огляду в чотирьох тематичних залах:
- Порівняльна анатомія органів з проявами тератології (фізичними аномаліями);
- Остеологія (порівняння будови кістяка);
- Патологія (картини хвороб) з муляжами (восковими препаратами)
- Кабінет дивовиж (кунстукамера). Тут знаходиться найважливіша частина колекції: 21 екорше роботи Оноре Фрагонара — препарати людей і тварин, в яких з метою демонстрації анатомії м'язів та кісток було знято шкіру, а внутрішні органи та кістки були законсервовані. Центральним експонатом музею є екорше вершника і коня. Серед інших екорше представлені мавпи, погруддя дорослих людей, людські зародки в різних позах, які колись були згруповані довкола вершника. Очевидно існували численні екорше домашніх та диких тварин, проте більшість з них були втрачені.

## Практична інформація
Музей відчинений для відвідувачів у середу, четвер, суботу та неділю з 14:00 до 18:00.
Музей безкоштовний для відвідувачів до 26 років. Квиток для «дорослих» коштує 8 євро (стан: 2022).
До музею з центру Парижа можна доїхати на метро, RER та автобусі (стан: 2022).
- Метро: лінія 8 (Balard — Créteil) — станція: Ветеринарна школа Мезон-Альфор (École Vétérinaire de Maisons-Alfort)
- RER D: Maisons-Alfort / Alfortville station
- Автобус: зупинка «Ветеринарна школа» (École Vétérinaire) — лінії 24, 103, 104, 107, 125, 78, 325

## Галерея

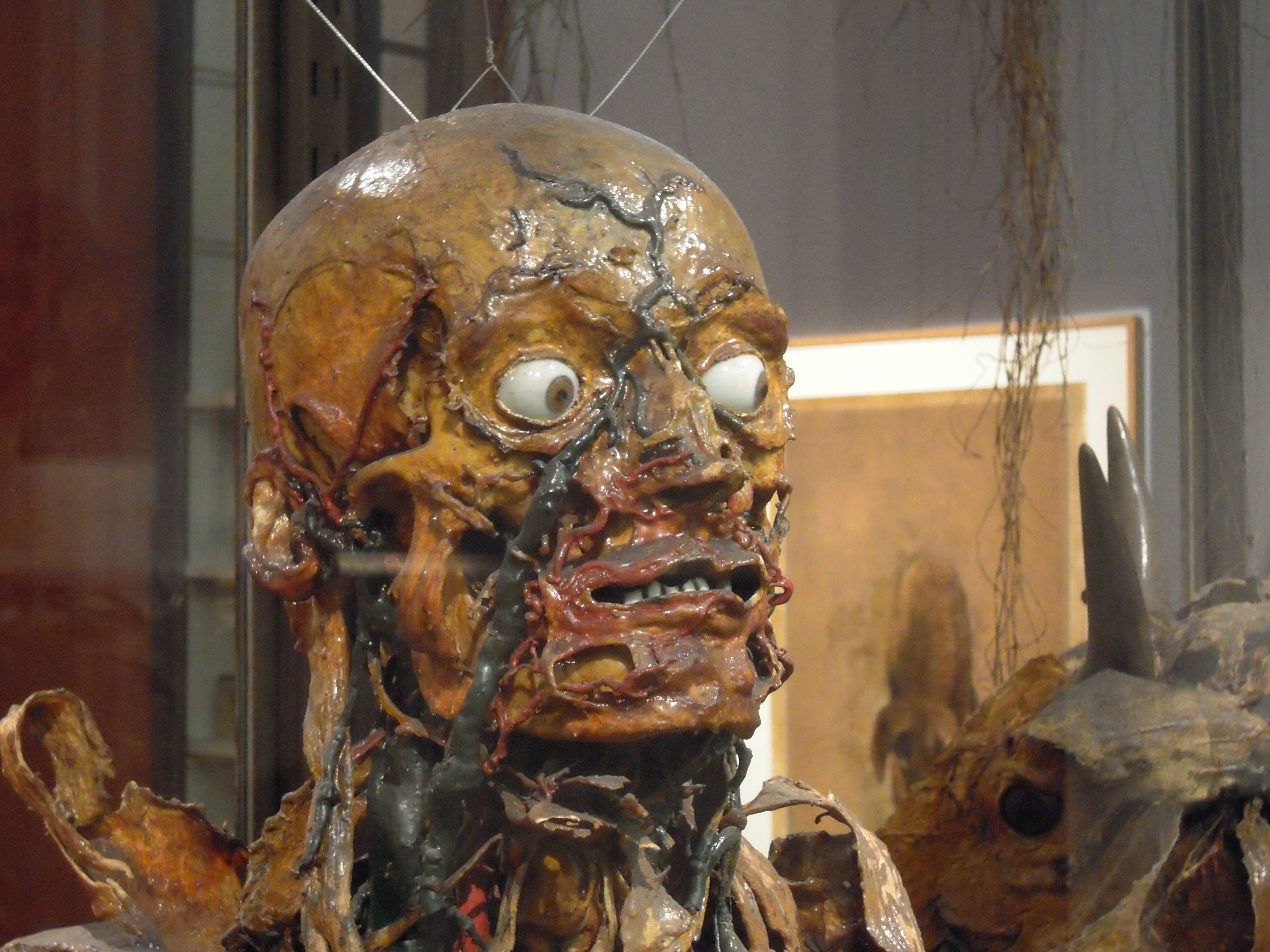
Муміфікований препарат людини, екорше Оноре Фрагонара
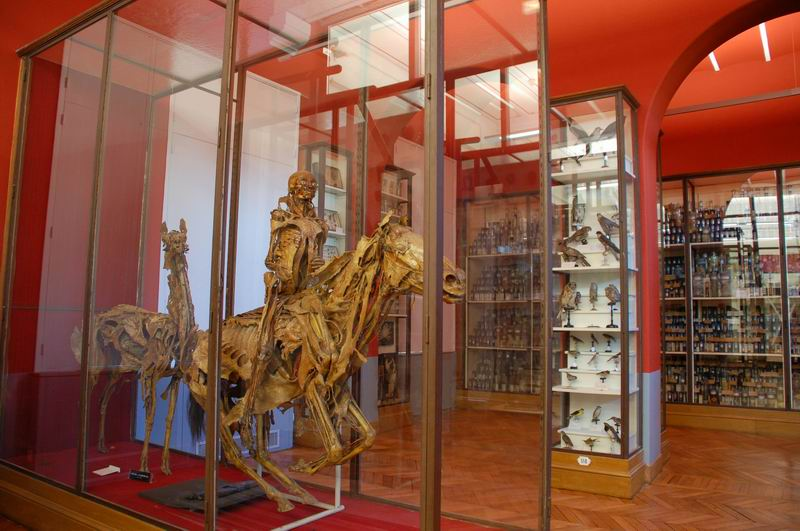
Зал кабінету дивовиж
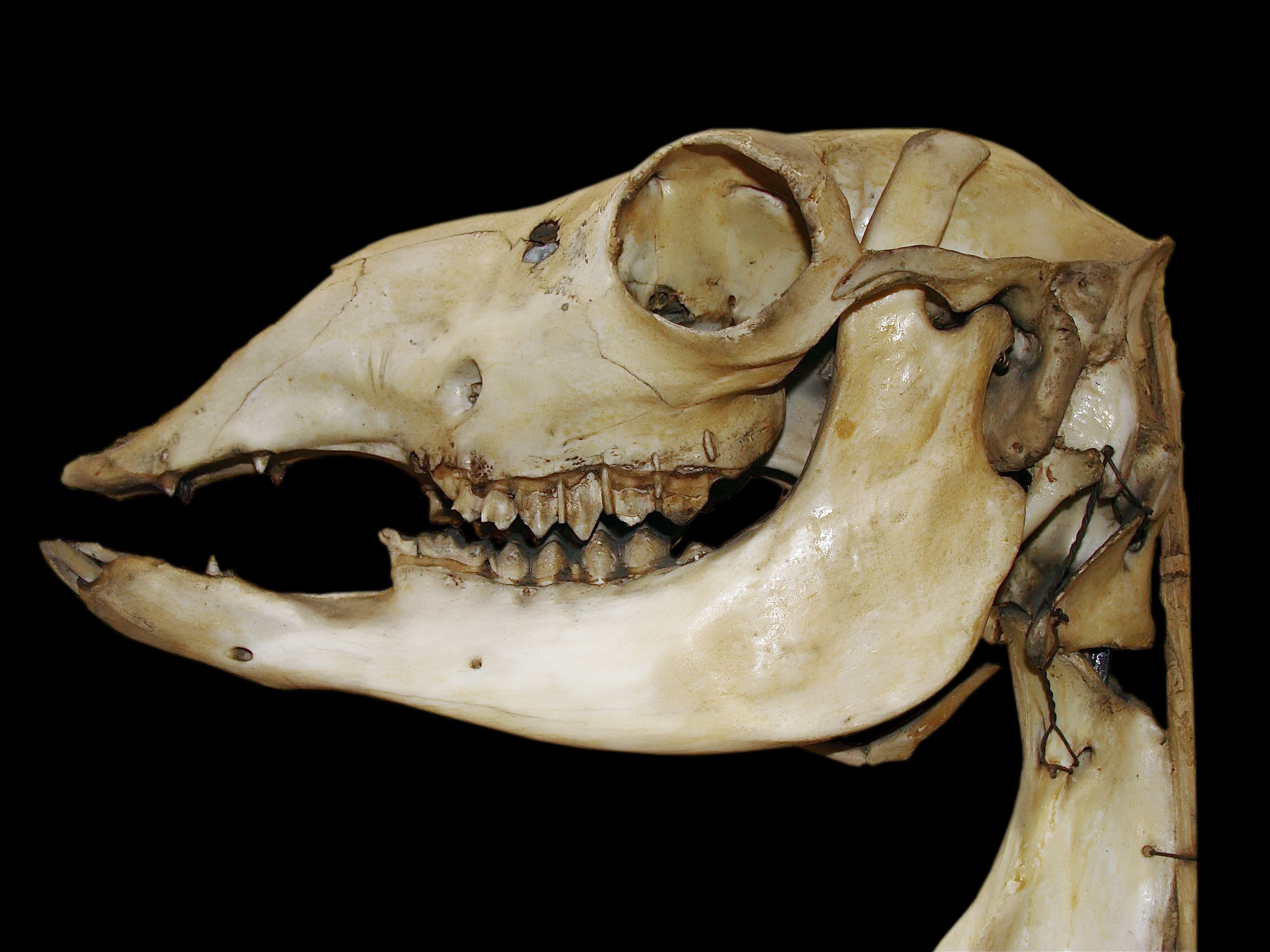
Череп лами
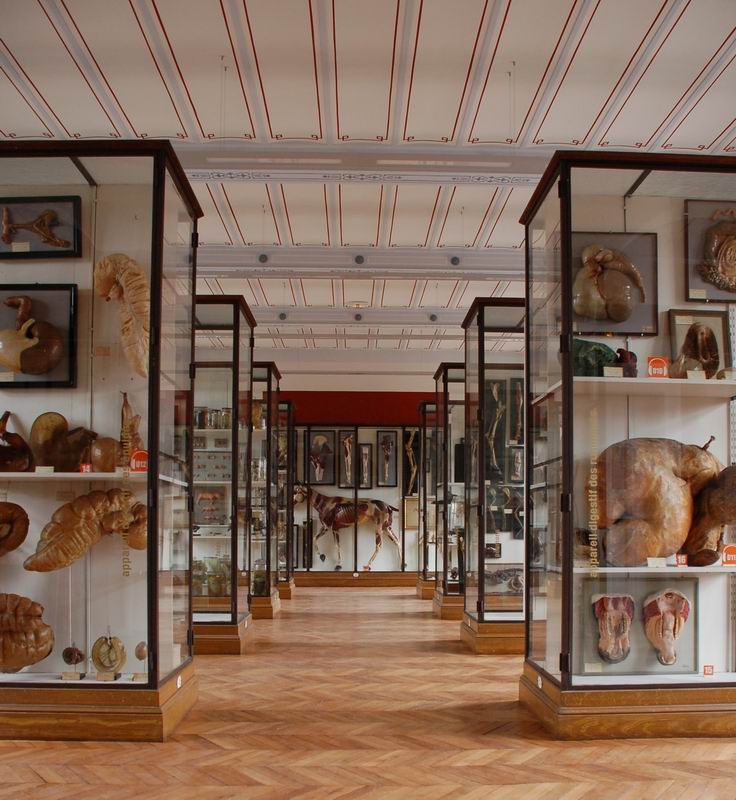
Перший зал Музею Фрагонара
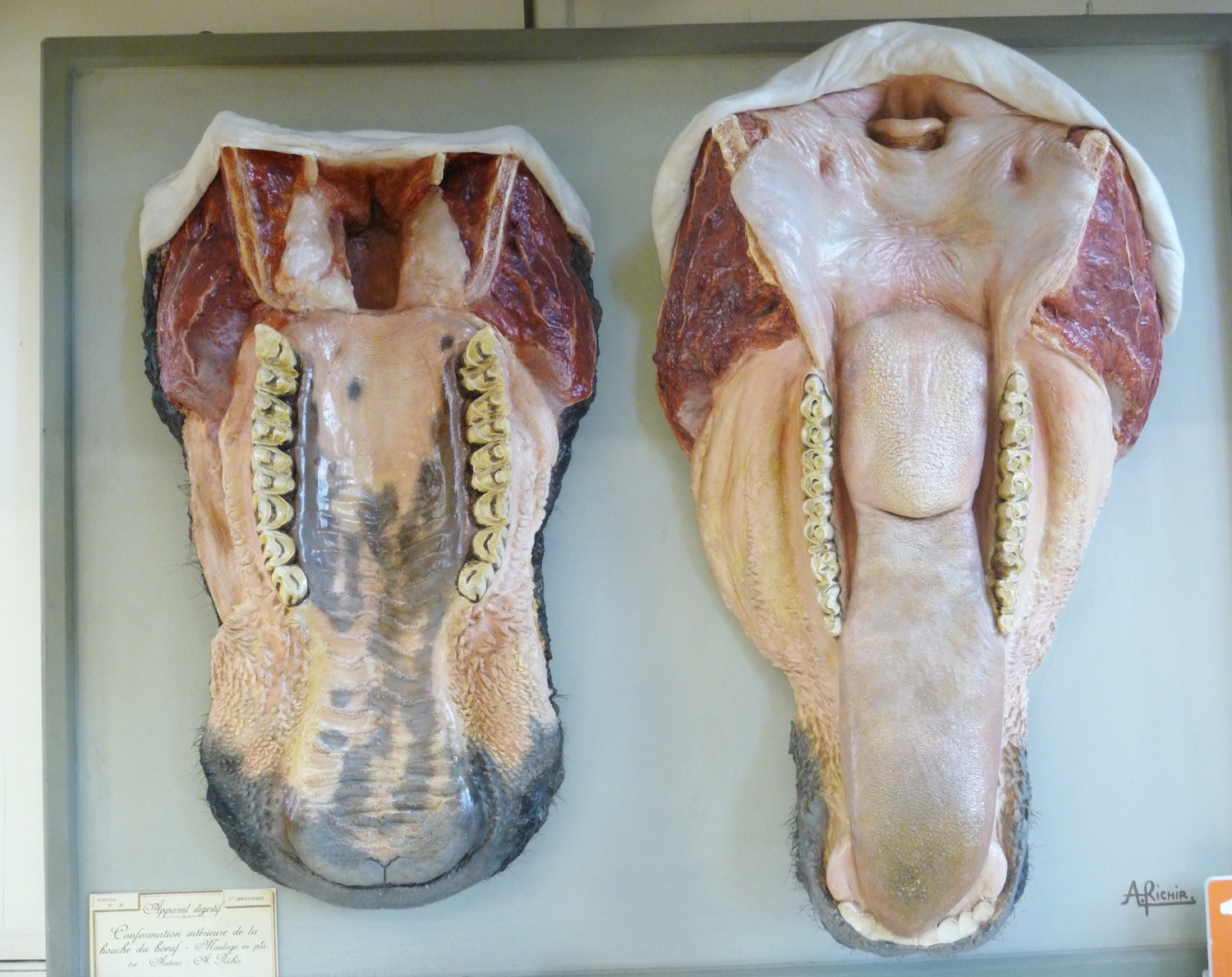
Ротова порожнина бика
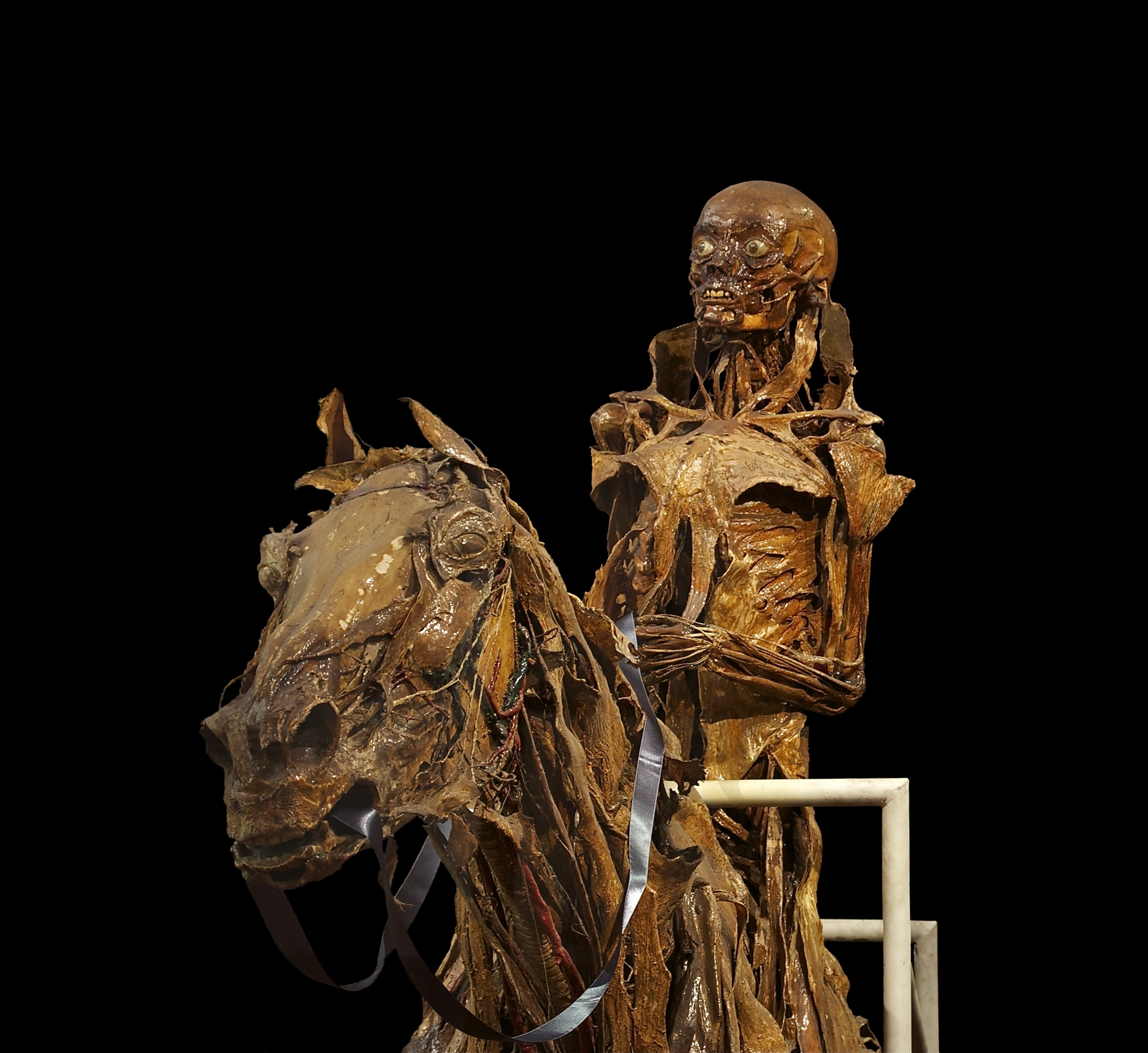
Муміфіковані кінь і вершник, екорше Оноре Фрагонара – окраса музею Фрагонара.